# الخریفی
ال-خریفی یک منطقهٔ مسکونی در یمن است که در استان صنعا واقع شده‌است.